# ويليام جيبسون (لاعب هوكي جليد)
ويليام جيبسون هو لاعب هوكي جليد كندي، ولد في 22 أبريل 1927 في ميريت في كندا، وتوفي في 29 أغسطس 2006 في ليثبريدج في كندا.

## وصلات خارجية
- ويليام جيبسون على موقع EliteProspects.com (الإنجليزية)
- ويليام جيبسون على موقع أوليمبيديا (الإنجليزية)